# دادگاه قانون اساسی تایلند
دادگاه قانون اساسی پادشاهی تایلند (تایلندی: ศาลรัฐธรรมนูญ، آرتی‌جی‌اس: San Ratthathammanun ,تلفظ sǎ:n rát.tʰā.tʰām.mā.nū:nk) یک دادگاه تایلندی است که در پی قانون اساسی ۱۹۹۷ ایجاد شده است و صلاحیت رسیدگی به منطبق بودن مواد قانون اساسی با مصوبه مجلس، احکام سلطنتی، پیش نویس قوانین، و همچنین انتصاب و عزل مقامات دولتی و مسائل مربوط به احزاب سیاسی را دارد. دادگاه فعلی بخشی از شعبه قضایی دولت ملی تایلند است.
این دادگاه پس از قانون اساسی ۱۹۹۷ منحل شد و در سال ۲۰۰۶ پس از کودتای ۲۰۰۶ تایلند به وسیله دادگاه قانون اساسی جایگزین گردید. این درحالی بود که دادگاه قانون اساسی در پایه دارای ۱۵ عضو بود که هفت نفر از قوه قضائیه و هشت نفر توسط هیئت ویژه انتخاب می‌شدند و دادگاه قانون اساسی دارای ۹عضو بود که همگی از قوه قضائیه بودند. به موجب قانون اساسی ۲۰۰۷ یک نهاد مشابه، متشکل از ۹ عضو، دوباره ایجاد شد.
دادگاه قانون اساسی بحث‌های عمومی زیادی را برانگیخته است، هم در مورد صلاحیت و ترکیب دادگاه و هم در مورد انتخاب اولیه قضات. یک موضوع دیرینه میزان کنترل اعمال شده توسط قوه قضاییه بر دادگاه بوده است.
آرای دادگاه قطعی است و قابل فرجام‌خواهی نیست. تصمیمات آن هر ارگان دولتی از جمله شورای ملی، شورای وزیران و سایر دادگاه‌ها را ملزم می‌کند.
شعبه‌های مختلف دادگاه چندین تصمیم‌گیری مهم کرده‌اند که عبارتند از تصمیم ۱۹۹۹ مبنی بر اینکه نیوین چیدچوپ معاون وزیر کشاورزی می‌تواند پس از محکومیت به حبس به دلیل افترا، کرسی کابینه خود را حفظ کند. تبرئه تاکسین شیناواترا در سال ۲۰۰۱ به دلیل ارائه یک بیانیه ناقص در مورد دارایی‌هایش در کمیسیون ملی مبارزه با فساد؛ بی‌اعتباری انتصاب جارووان ماینتاکا به عنوان حسابرس کل در سال ۲۰۰۳. انحلال حزب سیاسی راک تایلندی در سال ۲۰۰۷. برکناری نخست‌وزیر یینگلاک شیناواترا در سال ۲۰۱۴؛ انحلال حزب نمودار راکسا تایلند قبل از انتخابات مارس ۲۰۱۹؛ انحلال حزب آینده پیشرو در سال ۲۰۲۰و جانشین آن حزب حرکت به جلو در سال ۲۰۲۴؛ و برکناری نخست‌وزیر سرتا تاویسین در سال ۲۰۲۴.
بودجه سال مالی ۲۰۱۹ دادگاه قانون اساسی ۲۲۳٫۷ میلیون بات است. رئیس آن نوراک مارپرانیت است.